# جوسيب غويا
جوسيب غويا هو رياضياتي وكاتب ومدرس وسياسي إسباني، ولد في 8 يونيو 1947 في بلنسية في إسبانيا. نشط حزبياً في Socialist Party of National Liberation ‏.